# Павловское (село, городской округ Шаховская)
Павловское — село (до 8 мая 2018 года — деревня) в городском округе Шаховская Московской области России.

## Название
На карте Московской губернии 1860 года Ф. Ф. Шуберта — Павловка. В середине XIX века — деревня Павловская.

## География
Расположена в северной части округа, на автодороге «Балтия» М9, примерно в 2 км к северо-востоку от районного центра — посёлка городского типа Шаховская. На территории зарегистрировано садоводческое товарищество. Соседние населённые пункты — деревни Гаврино, Лобаново и Шестаково. Чуть восточнее находится исток реки Лоби (бассейн Иваньковского водохранилища).

## История
В середине XIX века деревня Павловская относилась ко 2-му стану Волоколамского уезда Московской губернии и принадлежала коллежскому асессору Андрею Петровичу Степанову, а также Березникову и Малееву. В деревне было 6 дворов, крестьян 39 душ мужского пола и 37 душ женского.
В «Списке населённых мест» 1862 года Павловское — владельческая деревня 1-го стана Волоколамского уезда Московской губернии по правую сторону Московского тракта, шедшего от границы Зубцовского уезда на город Волоколамск, в 26 верстах от уездного города, при колодце, с 10 дворами и 76 жителями (39 мужчин, 37 женщин).
В 1913 году — 14 дворов, 3 кузницы.
До 1924 года входила в состав Муриковской волости. Постановлением президиума Моссовета от 24 марта 1924 года Муриковская волость была включена в состав Судисловской волости.
По материалам Всесоюзной переписи населения 1926 года относилась к Лобановскому сельсовету, 126 жителей (62 мужчины, 64 женщины), 19 крестьянских хозяйств.
С 1929 года — населённый пункт в составе Шаховского района Московской области.
1994—2006 гг. — деревня Белоколпского сельского округа Шаховского района.
2006—2015 гг. — деревня городского поселения Шаховская Шаховского района.
2015 г. — н. в. — деревня городского округа Шаховская Московской области.
Постановлением губернатора Московской области от 8 мая 2018 года категория населённого пункта изменена с деревни на село

## Население
| 1859 | 1926 | 2002 | 2006 | 2010 |
| ---- | ---- | ---- | ---- | ---- |
| 76   | ↗126 | ↘8   | ↘7   | ↗14  |

## Инфраструктура
Личное подсобное хозяйство с зоной сельскохозяйственного использования, индивидуальная застройка усадебного типа.

## Транспорт
Село доступно автотранспортом.
1. 1 2  Численность сельского населения и его размещение на территории Московской области (итоги Всероссийской переписи населения 2010 года). Том III — М.: 2013.
2. ↑  Карта Шуберта Московской губернии, 1860. Дата обращения: 18 января 2014. Архивировано 2 февраля 2014 года.
3. ↑  Павловское. Система «Налоговая справка». Дата обращения: 18 января 2014. Архивировано из оригинала 1 февраля 2014 года.
4. ↑  O-36-144-C-c. Топографические карты ГосГисЦентра в 1 см 250 м. Дата обращения: 17 января 2014. Архивировано 18 января 2014 года.
5. ↑  Нистрем К. Указатель селений и жителей уездов Московской губернии. — М., 1852. — С. 319. — 954 с.
6. ↑  Списки населённых мест Российской империи. Московская губерния. По сведениям 1859 года / Обработано ст. ред. Е. Огородниковым. — Центральный статистический комитет министерства внутренних дел. — СПб., 1862. — Т. XXIV. Архивировано 11 сентября 2016 года.
7. ↑  Населённые местности Московской губернии / Б. Н. Пенкин. — Московский столичный и губернский статистический комитет. — М., 1913. — С. 162. — 454 с.
8. ↑  Шрамченко А. П. Справочная книжка Московской губернии. — М., 1890. — С. 162. — 420 с.
9. ↑  Справочник по административно-территориальному делению Московской губернии (1917—1929 гг.) / А. А. Кобяков. — М., 1980. — С. 58. — 554 с. — 500 экз.
10. ↑  Справочник по населённым местам Московской губернии. — Московский статистический отдел. — М., 1929. — 2000 экз. Архивировано 27 июня 2023 года.
11. ↑  Справочник по административно-территориальному устройству Московской области. — М., 1999. — 335 с. — 1500 экз.
12. ↑  Закон Московской области от 28.02.2005 № 62/2005-ОЗ «О статусе и границах Шаховского муниципального района и вновь образованных в его составе муниципальных образований» (принят постановлением Мособлдумы от 16.02.2005 № 6/129-П). Дата обращения: 21 января 2014. Архивировано 22 июля 2012 года.
13. ↑  Постановление Губернатора Московской области от 29.11.2006 № 156-ПГ «Об исключении сельских округов из учётных данных административно-территориальных и территориальных единиц Московской области». Дата обращения: 17 апреля 2014.
14. ↑  Закон Московской области от 26.10.2015 № 178/2015-ОЗ «Об организации местного самоуправления на территории Шаховского муниципального района» (принят постановлением Мособлдумы от 15.10.2015 № 23/142-П). Дата обращения: 3 января 2016. Архивировано 19 ноября 2015 года.
15. ↑  Закон Московской области от 25.11.2015 № 207/2015-ОЗ «Об отнесении города Егорьевск Егорьевского района Московской области, города Кашира Каширского района Московской области и города Мытищи Мытищинского района Московской области к категории города областного подчинения Московской области, отнесении рабочего посёлка Серебряные Пруды Серебряно-Прудского района Московской области и рабочего посёлка Шаховская Шаховского района Московской области к категории посёлка городского типа областного подчинения Московской области, упразднении Егорьевского, Каширского, Мытищинского, Серебряно-Прудского и Шаховского районов Московской области и внесении изменений в Закон Московской области „Об административно-территориальном устройстве Московской области“» (принят постановлением Мособлдумы от 19.11.2015 № 6/146-П). Дата обращения: 3 января 2016. Архивировано 4 марта 2016 года.
16. ↑  Постановление губернатора Московской области от 8 мая 2018 года № 201-ПГ «Об изменении категории сельских населённых пунктов, административно подчинённых рабочему посёлку Шаховская Московской области, и внесении изменения в Учётные данные административно-территориальных и территориальных единиц Московской области». Дата обращения: 30 июля 2019. Архивировано 14 июля 2019 года.
17. ↑  Списки населённых мест Российской империи. Московская губерния. По сведениям 1859 года — СПб.: 1862.
18. ↑  Справочник по населённым местам Московской губернии — М.: 1929.
19. ↑  Данные Всероссийской переписи населения 2002 года: таблица № 02c. Численность населения и преобладающая национальность по каждому сельскому населённому пункту. — М.: Росстат, 2004.
20. ↑  Алфавитный перечень населённых пунктов муниципальных районов Московской области на 1 января 2006 года